# Jędrzej Kuzara
Jędrzej Kuzara – poseł do Sejmu Krajowego Galicji III kadencji (1870–1876), włościanin z Dobrej.
Wybrany w IV kurii obwodu Tarnów, z okręgu wyborczego nr 69 Ropczyce-Kolbuszowa.